# Matthew Reed
Pour les articles homonymes, voir Reed.
Matthew John Reed né le 8 novembre 1975 à Palmerston North, est un triathlète américain. 
Il est double champion des États-Unis de triathlon (2004 et 2008), champion panaméricain de triathlon (2009) et champion du monde d'aquathlon en l'an 2000 pour la Nouvelle-Zélande.

## Biographie
Matthew Reed est le frère de l'aquathlète et triathlète néo-zélandais Shane Reed.

## Palmarès
Le tableau présente les résultats les plus significatifs (podium) obtenus sur le circuit international de triathlon et d'aquathlon depuis 1999.
| Année | Compétition                                  | Pays           | Position           | Temps           | Nationalité sportive |
| ----- | -------------------------------------------- | -------------- | ------------------ | --------------- | -------------------- |
| 2010  | Ironman 70.3 Californie                      | États-Unis     | Médaille d'argent  | 4 h 1 min 17 s  |                      |
| 2009  | Championnats panaméricains                   | États-Unis     | Médaille d'or      | 1 h 52 min 23 s |                      |
| 2009  | Championnat des États-Unis                   | États-Unis     | Médaille de bronze | 1 h 49 min 26 s |                      |
| 2009  | Ironman 70.3 Californie                      | États-Unis     | Médaille d'or      | 3 h 51 min 50 s |                      |
| 2008  | Championnat des États-Unis                   | États-Unis     | Médaille d'or      | 1 h 54 min 29 s |                      |
| 2008  | Coupe panaméricaine - l'étape de Portland    | États-Unis     | Médaille d'or      | 1 h 54 min 29 s |                      |
| 2008  | Coupe du monde - l'étape de Richards Bay     | Afrique du Sud | Médaille d'argent  | 1 h 52 min 50 s |                      |
| 2006  | Championnat des États-Unis                   | États-Unis     | Médaille de bronze | 1 h 47 min 55 s |                      |
| 2005  | Championnat des États-Unis                   | États-Unis     | Médaille de bronze | 1 h 54 min 36 s |                      |
| 2005  | Coupe du monde - l'étape de Mazatlán         | Mexique        | Médaille d'argent  | 1 h 50 min 47 s |                      |
| 2004  | Championnat des États-Unis                   | États-Unis     | Médaille d'or      | 1 h 48 min 18 s |                      |
| 2004  | Coupe panaméricaine - l'étape de Tempe       | États-Unis     | Médaille d'argent  | 1 h 47 min 30 s |                      |
| 2003  | Coupe panaméricaine - l'étape de Bellingham  | États-Unis     | Médaille d'argent  | 1 h 55 min 17 s |                      |
| 2002  | Coupe d'Asie - l'étape de Amakusa            | Japon          | Médaille d'or      | 1 h 53 min 8 s  |                      |
| 2001  | Coupe du monde - l'étape de Gamagori         | Japon          | Médaille d'argent  | 1 h 46 min 57 s |                      |
| 2000  | Championnats du monde d'aquathlon            | Canada         | Médaille d'or      | 0 h 28 min 53 s |                      |
| 2000  | Coupe du monde - l'étape de Cancún           | Mexique        | Médaille d'argent  | 1 h 44 min 52 s |                      |
| 1999  | Grand Prix de triathlon - Étape de Dunkerque | France         | Médaille d'or      | Timing          |                      |